# Oksana Kostina
Oksana A. Kostina (en russe : Оксана Александровна Костина) née le 15 avril 1972 à Irkoutsk en URSS et morte le 11 février 1993, est une gymnaste soviétique puis russe, pratiquant la gymnastique rythmique et sportive.

## Biographie
Pendant des années, Oksana Kostina a évolué dans l'ombre de deux gymnastes ukrainiennes Oxana Skaldina et Alexandra Timoshenko, malgré ses nombreuses victoires internationales, avant de briller aux championnats d'Europe de gymnastique de 1992. Non sélectionnée pour les Jeux olympiques de Barcelone, elle dut attendre les championnats du monde à Bruxelles pour devenir la nouvelle reine de la GR, remportant toutes les médailles d'or. Ses compositions sont d'une extrême richesse tant sur le plan artistique que technique. Gymnaste élégante et gracieuse, elle a révolutionné la gymnastique rythmique des années 1990 par ses enchaînements modernes, notamment avec l'enchaînement aux massues sur L'Oiseau de feu de Stravinsky. 
Elle était fiancée à Eduard Zenovka, médaille de bronze au Pentathlon aux Jeux olympiques à Barcelone. Il conduisait la voiture ce 11 février, cette dernière s'écrasant contre un camion. Tous deux furent gravement blessés et ont été transportés d'urgence à l'hopital où Oksana décéda quelques heures plus tard.

## Palmarès

### Championnats du monde
- Championnats du monde de gymnastique rythmique 1992 à Bruxelles
  -  médaille d'or au concours général individuel
  -  médaille d'or à la corde
  -  médaille d'or au cerceau
  -  médaille d'or au ballon
  -  médaille d'or aux massues
- Championnats du monde de gymnastique rythmique 1991 à Athènes
  -  médaille d'or par équipe
- Championnats du monde de gymnastique rythmique 1989 à Sarajevo
  -  médaille d'or par équipe
  -  médaille d'argent au ballon

### Championnats d'Europe
- Championnats d'Europe de gymnastique rythmique 1992 à Bruxelles
  -  médaille d'or au cerceau
  -  médaille d'or au ballon
  -  médaille d'or aux massues
  -  médaille de bronze au concours général individuel
  -  médaille de bronze par équipe
- Championnats d'Europe de gymnastique rythmique 1990 à Göteborg
  -  médaille d'or par équipe

### Goodwill Games
- Goodwill Games de 1990 à Seattle
  -  médaille d'argent au ballon
  -  médaille de bronze au concours général individuel
  -  médaille de bronze à la corde